# Мартянов Євген Олександрович
Євген Олександрович Мартянов (рос. Евгений Александрович Мартьянов; нар. 27 квітня 1959, Ярославль, РРФСР) — радянський та російський футболіст, півзахисник.

## Життєпис
У 11-річному віці розпочав займатися футболом у школі «Ярославець» («Шинник»), перший тренер — Валерій Леонідович Чистяков. Наприкінці 1977 дебютував на дорослому рівні в складі «Шинника», який виступав в першій лізі, у матчі проти «Терека». У 1979 році призваний на військову службу, в цей час грав за смоленську «Іскру», севастопольську «Атлантику» і тольяттинське «Торпедо».
У 1981 році повернувся в «Шинник» і виступав за команду наступні 12 сезонів, загалом зіграв 411 матчів у чемпіонатах СРСР та Росії, відзначився 34 голами. Дебютний матч у першому чемпіонаті Росії зіграв 1 квітня 1992 роки проти «Кубані». Єдиним голом на найвищому дивізіоні відзначився 26 квітня 1992 року у воротах «Асмарала».
Після вильоту «Шинника» з вищої ліги футболіст разом зі своїм одноклубником Юрієм Мойсеєвим перейшов в «Океан» з Находки, зіграв 28 матчів у вищій лізі і п'ять — у перехідному турнірі, команда за підсумками сезону покинула вищу лігу. У 1994 році на запрошення колишнього тренера «Океану» Олександра Авер'янова перейшов в анапський «Спартак», але вже через декілька місяців через фінансові проблеми і тренер, і футболіст залишили команду. В останні роки кар'єри виступав за аматорські клуби Ярославля і Переяславля-Залеського.
З 1999 року працює дитячим тренером у школі «Шинника», виступає за ветеранську команду.

## Особисте життя
Дружина Тетяна, з якою Євген познайомився під час виступів в Тольятті. Два старших брати, Микола й Михайло, грали в футбол на аматорському рівні за команду заводу «Металіст».